# Le Galopin (journal)
 (novembre 2014).
Le Galopin est un journal satirique gratuit, d'informations culturelles et littéraires, publié en Belgique francophone.

## Ligne éditoriale
Béatrice Deparpe, critique littéraire, a très bien analysé Le Galopin :
Bienheureuse créature, vierge de toute inclination à l'humour noir, pince tes narines, n'ouvre pas ces pages et passe ton chemin ! Le message est clair, d'entrée pour le magazine des Éditions Galopin.
Une précaution plus ou moins nécessaire quand on lit le petit bulletin, quatre pages sans prétention distribuées gratuitement pour sa version noir et blanc dans les lieux de dépôt, disponible en couleur sur abonnement et sous format pdf. Le catalogue est plus révélateur: les livres que publie Marc Thomée, dans leur majeure partie, s'adressent à des publics ciblés et avertis.
Ce n'est pas le talent qui manque, pataphysique ou moins, provocant en tout cas, largement gras ou carrément scatologique, ce jeune éditeur (deux ans d'existence, à peine) le revendique, mise sur la qualité, mais en rapport avec la philosophie du lieu: " Dynamique agitateur, je suis un petit éditeur "GALOPIN" ! Ma philosophie générale est de publier des manuscrits que la plupart des éditeurs refuseraient d'emblée, parce que trop provocants, trop noirs, trop scato, trop ceci ou trop cela, quoique "incontestablement" de qualité. Je clame haut et fort "Le meilleur moyen de reculer les frontières, c'est de les ignorer". J'ai bien compris, avec René Char, que "ce qui vient au monde pour ne rien troubler ne mérite ni égards ni patience".

## Collaborateurs
Fernando Arrabal, André Balthazar, Franz Bartelt (auteur Gallimard), Alain Bertrand, Jean-Michel Botquin, François Bourotte, Roland Breucker, René Cabodi, Olivier Cousin, Alain Dantinne, Eric Dejaeger, Théophile de Giraud, François Henry, Pierre Kroll, Didier de Lannoy, Vincent Legros, Néan, Phil, Serge Poliart, Jean Bernard Pouy (créateur de la série Le Poulpe), Yak Rivais, André Stas, Ben Vautier, Jean-Pierre Verheggen, François Walthéry, Willem.